# Duncan Jarman
Duncan Jarman é uma maquiadora britânica. Como reconhecimento, foi nomeada ao Oscar 2016 na categoria de Melhor Maquiagem e Cabelos por The Revenant.